# 怪 (ムック)
『怪』（かい、KWAI）は、株式会社KADOKAWA 角川書店が発行していた季刊妖怪専門ムック。
1997年に世界妖怪協会より創刊された。妖怪をテーマに、水木しげる、荒俣宏、京極夏彦、多田克己、村上健司らを中心執筆者として出版されている。全てのカバーデザインはアートディレクターでもある京極夏彦が手掛け、『巷説百物語シリーズ』は本誌に連載された。主に掲載作品を収めた単行本には、本誌と同じ字体の「怪」のロゴが入り「KWAI BOOKS」との表記がある。なお、本誌に掲載されていない作品でも、水木しげる等の書籍には同じ「怪」のロゴが入ったものが多い。2007年11月から2008年3月までの半年間、京極夏彦らをパーソナリティとして、TBSラジオにて「「怪」ラヂヲ〜妖怪の周辺〜」が放送された。本誌は2001年vol.0011と2009年vol.0026でリニューアルが行われ、2度目のリニューアル以降は表紙が水木しげるの絵になり、連載小説などの掲載が増加している。また、本誌の企画で「お化け大学校」が創設された。
2015年vol.0046発売直前の2015年11月30日に水木しげるが死去。本誌連載の絵物語『怪画談』が遺作となった。
2019年4月に怪談専門誌『幽』と合併し、新雑誌『怪と幽』にリニューアル。京極夏彦の『遠巷説百物語』などの新連載が始まった。

## 略歴
- 1997年 - 『季刊 怪(KWAI)』創刊。
- 2001年 - vol.0011でリニューアル。「季刊」の表記が消える。
- 2004年 - 本誌連載の京極夏彦『後巷説百物語』が第130回直木三十五賞受賞。
- 2007年 - 姉妹誌『コミック怪』創刊。
- 2009年 - vol.0026で2度目のリニューアル。「お化け大学校」創設。
- 2010年 - 「怪」公式サイトが「化け大倶楽部」へリニューアル。
- 2011年 - 動画配信サイト「Fan＋（ファンプラス）」に「お化け大学校 Fan＋校」開設。
- 2016年 - vol.0049で3度目のリニューアル。背表紙から執筆陣の名がなくなる。また、水木しげるの名が執筆陣と併記されなくなり、「Special Thanks to 水木しげる」と表記されるようになる。
- 2019年 - 『幽』と合併し、『怪と幽』にリニューアル。

## 主な連載

### 小説
- 巷説百物語シリーズ（京極夏彦）
  - 巷説百物語：1997年 第零号 - 1999年 第伍号
  - 続巷説百物語：1999年 第六号 - 2000年 第拾号
  - 後巷説百物語：2001年 vol.0011 - 2003年 vol.0015
  - 前巷説百物語：2004年 vol.0017 - 2007年 vol.0022
  - 西巷説百物語：2007年 vol.0023 - 2009年 vol.0028
- 豆腐小僧双六道中（京極夏彦）：2009年 vol.0026 - 2010年 vol.0031
- もどき開口 木島日記 完結編（大塚英志）：2009年 vol.0026 - 2016年 vol.0047
- 虚実妖怪百物語（京極夏彦）：2011年 vol.0032 - 2016年 vol.0047
- 失われた地図（恩田陸）：2011年 vol.0033 - 2016年 vol.0049
- 文明怪化奇談（荒俣宏）：2011年 vol.0033 - 2013年 vol.0038
- ばんば憑き（宮部みゆき）：他、短編作品を不定期掲載
- 過ぎ去りし王国の城（宮部みゆき）：2012年 vol.0035 - 2014年 vol.0042
- つくもがみ遊んでください（畠中恵）：2012年 vol.0035 -
- 化け物本草 オランダ錦司蔵開き（荒俣宏）：2013年 vol.0039 -
- 梟の月（小松エメル）：2015年 vol.0044 -2016年 vol.0049
- 虚談（京極夏彦）：2016年 vol.0049 - 2017年 vol.0051 『幽』横断連載
- 今昔百鬼拾遺 河童（京極夏彦）：2018年 vol.0053 - 『幽』横断連載

### 漫画
- 神秘家列伝（水木しげる）：1997年 第零号 - 2004年 vol.0016
- 妖怪大戦争（水木しげる）：2004年 vol.0017 - 2005年 vol.0019
- 神秘家 水木しげる伝（水木しげる）：2006年 vol.0020 - 2007年 vol.0023
- 水木しげるの異界旅行記（水木しげる）：2008年 vol.0024 - 2009年 vol.0028
- ゲゲゲの不思議草子（水木しげる）：2010年 vol.0029 - 2011年 vol.0033、2012年 vol.0036
- 水木しげるの古代出雲（水木しげる）：2012年 vol.0034、vol.0035
- 水木しげるの日本霊異記（水木しげる）：2012年 vol.0037 - 2014年 vol.0043
- びこたん（今井美保）
- 妖怪研究家ヨシムラ（室井大資）
- 恋する民俗学者（原作：大塚英志、作画：中島千晴）
- 姑獲鳥の夏（原作：京極夏彦、作画：志水アキ）：2014年 vol.0041 - 2014年 vol.0043
- アシスタントの日々 水木先生とぼく（水木プロダクション制作、作画：村澤昌夫）：2016年 vol.0049 -

### その他
- 妖怪の理 妖怪の檻（京極夏彦）：2001年 vol.0011 - 2007年 vol.0023
- 妖怪の宴 妖怪の匣（京極夏彦）：2008年 vol.0024 - 2014年 vol.0043
- 妖怪の夢 妖怪の瑕（京極夏彦）：2015年 vol.0044 -
- 怪物の民俗学（大塚英志）：2012年 vol.0036 - 2016年 vol.0047
- 荒俣宏の脳内異界探偵（荒俣宏）
- 妖怪少年の日々（荒俣宏）：2016年 vol.0047 -
- 絵解き 画図百鬼夜行の妖怪（多田克己）
- 唐沢なをきの妖怪図鑑図鑑（唐沢なをき）
- みうらじゅんのテングーを捜せ!（みうらじゅん）
- 目撃画談（水木しげる）
- 怪画談（作画：水木しげる+水木プロダクション、原作：小泉八雲）：2015年 vol.0044 - 2016年 vol.0048（vol.0047からは水木プロダクション名義）
- 妖怪ウォーカー（村上健司）
- 不思議な町の「怪」散歩（村上健司）
- 妖怪百家争鳴（化野燐）
- ゲゲゲの娘日記（水木悦子）
- わたしと異界との出会い（小松和彦）

## 主な執筆陣
※五十音順
- 化野燐
- 荒俣宏
- 今井美保
- 岩井志麻子
- 大塚英志
- 恩田陸
- 唐沢なをき
- 京極夏彦
- 小松和彦
- 杉岡幸徳
- 多田克己
- 畠中恵
- みうらじゅん
- 水木悦子
- 水木しげる
- 宮部みゆき
- 村上健司
- 室井大資

## 主催賞
怪大賞
妖怪・怪異を志向した研究・創作の投稿作品を、水木しげる・荒俣宏・京極夏彦・及び『怪』編集部が独自の基準で選定。2003年から2008年までに全6回開催。第1回怪大賞で「京極夏彦賞」を受賞した今井美保の『びこたん』は『怪』誌上でも連載されている。

## 一覧
※ 特集は原則的に目次に“特集”と明記されているものを記載している。
| 誌名             | 発行日         | 特集                                                                                     | ISBN                   |
| ---------------- | -------------- | ---------------------------------------------------------------------------------------- | ---------------------- |
| 季刊「怪」第零号 | 1997年10月10日 | -                                                                                        | ISBN 4-04-883496-7     |
| 季刊「怪」第壱号 | 1998年03月01日 | 雲南                                                                                     | ISBN 4-04-883515-7     |
| 季刊「怪」第弐号 | 1998年05月15日 | メキシコ                                                                                 | ISBN 4-04-883533-5     |
| 季刊「怪」第参号 | 1998年09月01日 | ネイティブ・アメリカン                                                                   | ISBN 4-04-883539-4     |
| 季刊「怪」第四号 | 1999年02月01日 | 台湾 日本異界探偵                                                                        | ISBN 4-04-883563-7     |
| 季刊「怪」第伍号 | 1999年05月01日 | 韓国 日本異界探偵その二 稲生物怪録と化け物槌                                             | ISBN 4-04-883575-0     |
| 季刊「怪」第六号 | 1999年09月01日 | 日本異界探偵その三 いざなぎ流日月祭 妖精                                                 | ISBN 4-04-883591-2     |
| 季刊「怪」第七号 | 1999年12月31日 | アボリジニ 妖怪ブックガイド99                                                            | ISBN 4-04-883606-4     |
| 季刊「怪」第八号 | 2000年05月01日 | 妖怪巡礼案内 ジンバブエ                                                                  | ISBN 4-04-883623-4     |
| 季刊「怪」第九号 | 2000年09月01日 | エジプト 小泉八雲 妖怪・怪談映画                                                         | ISBN 4-04-883634-X     |
| 季刊「怪」第拾号 | 2001年01月01日 | ミャンマー アジア                                                                        | ISBN 4-04-883649-8     |
| 「怪」vol.0011   | 2001年08月01日 | 霊的先進国 ブータン 妖怪ウォーカー 怪祭り 新発見絵巻                                     | ISBN 4-04-883682-X     |
| 「怪」vol.0012   | 2001年12月25日 | 初公開「土佐お化け草子」 天狗 トーテムポールの人々                                       | ISBN 4-04-883720-6     |
| 「怪」vol.0013   | 2002年08月15日 | 妖怪玩具 河童                                                                            | ISBN 4-04-883769-9     |
| 「怪」vol.0014   | 2003年03月31日 | 英一蝶 柳田国男                                                                          | ISBN 4-04-883812-1     |
| 「怪」vol.0015   | 2003年08月30日 | 麒麟送士 妖怪と物語                                                                      | ISBN 4-04-883842-3     |
| 「怪」vol.0016   | 2004年04月10日 | 巷説百物語の世界 私の好きな妖怪たち①                                                     | ISBN 4-04-883881-4     |
| 「怪」vol.0017   | 2004年10月05日 | 妖怪大戦争 妖怪人類学フィールドワーク 諏訪                                               | ISBN 4-04-883903-9     |
| 「怪」vol.0018   | 2005年03月05日 | 妖怪絵師たちの系譜                                                                       | ISBN 4-04-883912-8     |
| 「怪」vol.0019   | 2005年07月25日 | 妖怪大戦争公式ガイドブック                                                               | ISBN 4-04-883930-6     |
| 「怪」vol.0020   | 2006年01月28日 | 異界の縁起物                                                                             | ISBN 4-04-883947-0     |
| 「怪」vol.0021   | 2006年07月31日 | 一軒百怪 家屋敷に潜む妖怪たち 妖怪人類学フィールドワーク パプアニューギニア              | ISBN 4-04-883961-6     |
| 「怪」vol.0022   | 2007年02月27日 | ゲゲゲの鬼太郎                                                                           | ISBN 978-4-04-883974-7 |
| 「怪」vol.0023   | 2007年08月03日 | 怪人二人 荒俣宏・京極夏彦                                                                | ISBN 978-4-04-883985-3 |
| 「怪」vol.0024   | 2008年02月22日 | 東西奇っ怪建築 猫娘                                                                      | ISBN 978-4-04-883992-1 |
| 「怪」vol.0025   | 2008年08月07日 | 劇場版 ゲゲゲの鬼太郎 日本爆裂!! 映画で活躍する妖怪四十七士を選ぼう！ お神楽グラフィティ | ISBN 978-4-04-885002-5 |
| 「怪」vol.0026   | 2009年04月03日 | 文楽その妖しき美 妖怪と民話                                                              | ISBN 978-4-04-885019-3 |
| 「怪」vol.0027   | 2009年07月22日 | 「葬」 日本の山岳霊場                                                                    | ISBN 978-4-04-885026-1 |
| 「怪」vol.0028   | 2009年11月30日 | 「隣のカミサマ－－土俗神」 土俗神スペシャル「厠」                                        | ISBN 978-4-04-885044-5 |
| 「怪」vol.0029   | 2010年03月29日 | 「旅」－－日本「怪」発見 「獣」と「怪」                                                  | ISBN 978-4-04-885055-1 |
| 「怪」vol.0030   | 2010年07月22日 | 「遠野物語」百周年記念 遠野をめぐる物語 「鐡」                                           | ISBN 978-4-04-885071-1 |
| 「怪」vol.0031   | 2010年11月29日 | 「花祭」今に伝わる天竜の秘祭 「怪談」                                                    | ISBN 978-4-04-885084-1 |
| 「怪」vol.0032   | 2011年03月29日 | 「女」－－その秘められた霊性 「豆腐小僧」                                                | ISBN 978-4-04-885094-0 |
| 「怪」vol.0033   | 2011年07月28日 | 千蟲繚乱－－虫たちの妖しい話 天変地異と先人の智慧                                        | ISBN 978-4-04-885100-8 |
| 「怪」vol.0034   | 2011年11月29日 | 源氏物語－－王朝貴族の心の闇 噂－－立ち昇る怪異と企て                                    | ISBN 978-4-04-130012-1 |
| 「怪」vol.0035   | 2012年03月28日 | 出雲－－神々の地の「怪」なる話 艶－－人と妖のポルノグラフィ                              | ISBN 978-4-04-130018-3 |
| 「怪」vol.0036   | 2012年07月31日 | 奥州－－悠久の大地に豊かな物語せよ 星－－煌きが伝えるもの                                | ISBN 978-4-04-130033-6 |
| 「怪」vol.0037   | 2012年11月30日 | 河童の最前線 文豪と妖怪 柳田國男没後五十年                                               | ISBN 978-4-04-130038-1 |
| 「怪」vol.0038   | 2013年03月30日 | 歌舞伎－－「怪」を通じて歌舞伎を見る 「酒」－－神人共食                                  | ISBN 978-4-04-130039-8 |
| 「怪」vol.0039   | 2013年07月30日 | 能 面と様式の裏にあるもの 旅人 「怪異」を目撃し、伝承する人々                            | ISBN 978-4-04-130053-4 |
| 「怪」vol.0040   | 2013年11月30日 | 「怪」四〇号記念－－世界妖怪協会発足十八年！ 最新・妖怪ブックガイド“保存版”              | ISBN 978-4-04-130054-1 |
| 「怪」vol.0041   | 2014年04月02日 | 音 SOUND of KWAI 異界の音をきく 上方の妖怪文化再発見                                     | ISBN 978-4-04-130055-8 |
| 「怪」vol.0042   | 2014年07月30日 | 産 The Birth 生死の境に「怪」がある 四国 神代から続く妖の国々                            | ISBN 978-4-04-101351-9 |
| 「怪」vol.0043   | 2014年12月10日 | 夢 The Dream 風土記 知られざる古代観光ガイド                                             | ISBN 978-4-04-101613-8 |
| 「怪」vol.0044   | 2015年04月02日 | 「道」－－往来する「怪」 霊狐－－変幻自在の奇しきモノ                                    | ISBN 978-4-04-101614-5 |
| 「怪」vol.0045   | 2015年07月31日 | 水－－水にまつわる神秘と怪異 相撲－－神とぶつかり鬼と組みあう                            | ISBN 978-4-04-101615-2 |
| 「怪」vol.0046   | 2015年12月02日 | 正月－－正月様の民俗誌 老－－翁は神となり 媼は怪となる                                   | ISBN 978-4-04-101616-9 |
| 「怪」vol.0047   | 2016年03月30日 | 諏訪 縄文・伝説・祭礼－－地霊宿る故郷 “怪”人物列伝－－妖怪と呼ばれた人々                 | ISBN 978-4-04-101617-6 |
| 「怪」vol.0048   | 2016年07月30日 | よみがえり－－冥府から戻りしものたち                                                     | ISBN 978-4-04-101618-3 |
| 「怪」vol.0049   | 2016年12月08日 | 恋と妖怪－－化生のモノとの恋のものがたり                                                 | ISBN 978-4-04-104930-3 |
| 「怪」vol.0050   | 2017年03月31日 | 忍者と妖怪 変幻自在－－現と幻のはざまに生きるモノ                                        | ISBN 978-4-04-104931-0 |
| 「怪」vol.0051   | 2017年10月12日 | アニメと妖怪                                                                             | ISBN 978-4-04-104932-7 |
| 「怪」vol.0052   | 2018年03月30日 | 『怪』と妖怪－－『怪』創刊20周年／妖怪再入門                                             | ISBN 978-4-04-106620-1 |
| 「怪」vol.0053   | 2018年11月14日 | 私と妖怪－－『怪』創刊20周年記念＜大＞アンケート                                         | ISBN 978-4-04-106621-8 |

## 関連書籍
- 『別冊 怪 追悼・水木しげる 世界妖怪協会 全仕事』（角川書店、2016年8月、ISBN 978-4-04-104440-7）- 『怪』に掲載された水木しげるの記事や妖怪画をまとめた書籍。単行本未収録分も多数収録されている。